# Plaňkové pohoří
Plaňkové pohoří, anglicky Picket Range, je malé, extrémně drsné pohoří, které je částí Severních Kaskád v severozápadní části amerického státu Washington. Je deset kilometrů dlouhé a celé se nachází v národním parku Severní Kaskády. Jižně od něj protéká řeka Skagit, na západě se nachází hory Mount Baker a Mount Shuksan, zatímco na východě se rozkládá Rossovo jezero. Nejméně 21 vrcholků z pohoří dosahuje výšky 2 300 metrů nad mořem.
Pohoří bylo zmapováno ve dvacátých letech minulého století Lagem Wernstedtem ze Správy lesů Spojených států amerických, který jej pojmenoval po podobě k plaňkovému plotu, nikoli po Georgi Pickettovi. Wernstedt pravděpodobně pokřtil i největší vrcholky pohoří, včetně Mount Challenger, Mount Fury, Mount Terror a Mount Phantom. Jejich jména se v mapách poprvé objevila v roce 1931.
V pohoří se nachází několik turistických stezek a jakýkoli výlet do něj má silně divoký charakter. Na velké množství vrcholků se dá vylézt po namáhavém skalním výstupu. Hory se skládají z biotitové ruly, která byla vytvořena před asi sto miliony lety metamorfózou usazených a vulkanických hornin.